# Gone Nutty
Gone Nutty (ook wel bekend als Scrat's Missing Adventure) is een Amerikaanse korte film geregisseerd door Carlos Saldanha. Het is de eerste korte film van deze franchise. Het verscheen op 26 november 2002 op de Ice Age DVD en VHS. Het werd gemaakt door Blue Sky Studios(de animatie-afdeling van 20th Century Fox). Het werd tevens ook genomineerd voor een oscar in 2003.

## Plot
De eekhoorn Scrat verzamelt zijn noten in een holle boom. Er is nog 1 leeg vakje in het midden over. De laatste noot erin duwen, gaat echter moeilijk. Wanneer hij het gefrustreerd erin duwt, duwt hij per ongeluk alle noten uit de boom. Scrat en de noten rollen van een berghelling in een zeer diepe afgrond. Vervolgens verzamelt hij de noten opnieuw allemaal in vrije val in diverse vormen waaronder een bed en een bal. Vervolgens belanden Scrat en de noten toch op het ijs beneden. Er is echter nog 1 noot over, die zo snel als een meteoriet op Scrat afkomt. De klap van deze noot veroorzaakt een continentverschuiving waardoor Noord-Amerika, Zuid-Amerika, Europa en Afrika opeens uiteengedreven zijn. Dit doet hij later vreemd genoeg opnieuw in het begin van Ice Age: Continental Drift. Scrat zit vervolgens alleen op een ijsblok midden in de oceaan met de noot. Zijn andere noten zijn weggedreven op de continenten. Wanneer hij de noot triomfantelijk grijpt, blijkt er buiten de dop van de noot alleen maar as over.

## Rolverdeling
- Chris Wedge als Scrat de eekhoorn